# Хронологія світових рекордів з шосейної спортивної ходьби на 20 кілометрів серед чоловіків
Світові рекорди зі спортивної ходьби на 20 кілометрів визнаються Світовою легкою атлетикою з-поміж результатів, показаних легкоатлетами на шосейній дистанції, за умови дотримання встановлених вимог.
Світова легка атлетика почала ратифікацію світових рекордів у цій дисципліні з 1 січня 2004.

## Хронологія рекордів
| Результат                              | Атлет                    | Місто змагань | Дата змагань | Примітки    | Відео            |
| -------------------------------------- | ------------------------ | ------------- | ------------ | ----------- | ---------------- |
| 1:17.21                                | Джефферсон Перес Еквадор | Сен-Дені      | 23.08.2003   | [ 1 ]       | Відео на YouTube |
| 1:17.16                                | Володимир Канайкін Росія | Саранськ      | 29.09.2007   | [ 2 ] [ 3 ] |                  |
| 1:17.02                                | Йоанн Дініз Франція      | Арль          | 08.03.2015   | [ 4 ] [ 5 ] |                  |
| 1:16.36                                | Судзукі Юсуке Японія     | Номі          | 08.03.2015   | [ 6 ] [ 5 ] | Відео на YouTube |
| 1:16.10                                | Яманісі Тосікадзу Японія | Кобе          | 16.02.2025   | [ 7 ] [ 8 ] | Відео на YouTube |
| 0 років, 61 день від дати встановлення |                          |               |              |             |                  |